# Stachys baytopiorum
Stachys baytopiorum là một loài thực vật có hoa trong họ Hoa môi. Loài này được Kit Tan & Yildiz miêu tả khoa học đầu tiên năm 1988 publ. 1989.